# Трасьєрра (Бадахос)
Трасьєрра (ісп. Trasierra) — муніципалітет в Іспанії, у складі автономної спільноти Естремадура, у провінції Бадахос. Населення — 680 осіб (2010).
Муніципалітет розташований на відстані близько 320 км на південний захід від Мадрида, 110 км на південний схід від Бадахоса.

## Демографія
Динаміка населення (INE ):